# Йоас I
Йоас I — негус Ефіопії з Соломонової династії. Був позашлюбним сином Іясу II та Вубіт, дочки вождя племені оромо.

## Життєпис
Зважаючи на юний вік, регентом при малолітньому імператорі стала його бабуся Ментеваб. Однією з особливостей такого правління (через посередника) було те, що ані Йоас через свій вік, ані його бабуся через свою стать не могли від'їжджати далеко від столиці. Тому проведення більшості військових кампаній покладалось на расів різних провінцій. Першим викликом для Йоаса стало повстання у Дамоті. Те повстання було придушено расом Вараньєю та братом імператриці Еште.
Коли Йоас зійшов на трон після раптової смерті батька, багато хто з придворних був приголомшений тим, що новий негус краще володіє мовою оромо, ніж амхарською. Це сприяло його популярності серед народу оромо. Його вплив тільки збільшився, коли він сягнув повноліття.
1764 року Йоас звільнив Баді абу Шалука, вигнаного султана Сеннару. Йоас призначив його губернатором Рас аль-Філу, що розташовувався поряд із кордоном з Сеннаром. Утім, колишнього султана заманили до Сеннару, де тихо стратили.
Невдовзі після цього помер дядько Йоаса Волде Леул (березень 1767), що на думку багатьох істориків розв'язало руки численним силам, що переросло у громадянську війну.
Більшість істориків називають правління Йоаса I початком Доби князів в Ефіопії.